# 松江護國神社
松江護國神社（まつえごこくじんじゃ）は、島根県松江市の松江城址にある神社（護国神社）である。

## 概要
明治維新後の国難に殉じた旧出雲国・隠岐国出身の戦没者2万2千余柱を祀る。島根県内には他に濱田護國神社がある。
昭和10年（1935年）に島根県招魂社建設奉賛会が組織された。昭和14年（1939年）3月に松江招魂社として創建・鎮座したが、同年4月、招魂社の制度改革により松江護國神社となった。第二次大戦後は島根神社と称していたが、日本の主権回復後の昭和28年（1953年）に元の社名に復した。
昭和40年（1965年）5月10日、昭和天皇、香淳皇后が第16回全国植樹祭に合わせて県内を行幸啓。護国神社が訪問先の一つとなった。